# Беглово (железнодорожная станция, Парфинский район)
Беглово — железнодорожная станция в Парфинском районе Новгородской области России в составе Полавского сельского поселения.

## География
Находится в центральной части Новгородской области на расстоянии приблизительно 24 км на восток по прямой от районного центра поселка Парфино.

## История
Построена в 1894—1897 годах при строительстве железной дороги Псков — Бологое.

## Население
Численность населения: 20 человек (русские 80 %) в 2002 году, 22 в 2010.